# Mykola Biljaschiwskyj

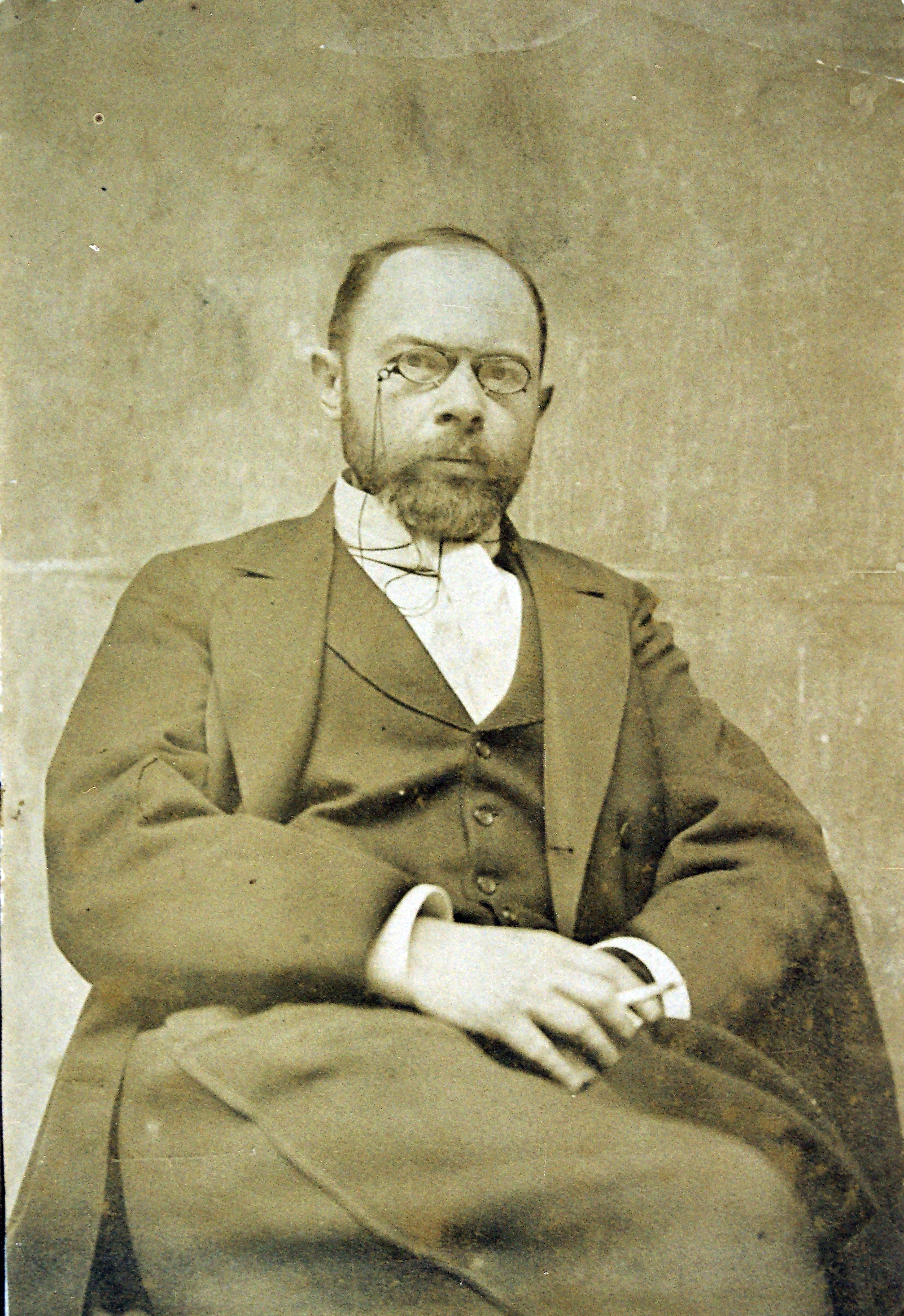
Mykola Biljaschiwskyj 1899

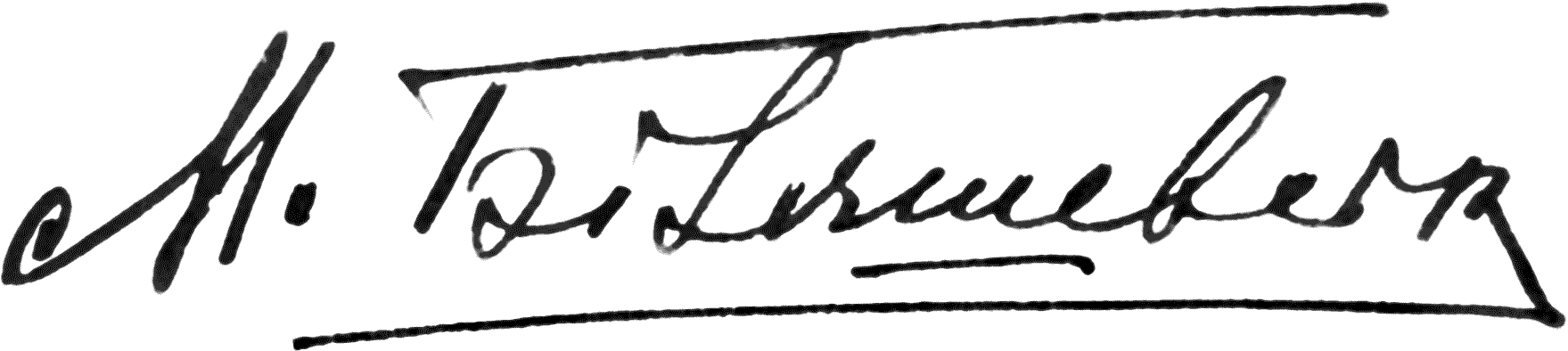
Signatur Mykola Biljaschiwskyj

Mykola Fedotowytsch Biljaschiwskyj (ukrainisch Микола Федотович Біляшівський, russisch Николай Федотович Беляшевский Nikolai Fedotowitsch Beljaschewski; * 12. Oktoberjul. / 24. Oktober 1867greg. in Uman, Gouvernement Kiew, Russisches Kaiserreich; † 26. April 1926 in Kiew, Ukrainische SSR) war ein ukrainischer Archäologe, Anthropologe, Ethnograph und Kunsthistoriker.

## Leben
Mykola Biljaschiwskyj kam in Uman als Sohn eines Priesters zur Welt. Er absolvierte parallel die Fakultäten für Rechtswissenschaften der Kiewer  St.-Wladimir-Universität (1890) und der Noworossijsk-Universität in Odessa (1891), und von 1892 bis 1893 studierte er an der Fakultät für Naturwissenschaften der Universität Moskau. Nach seinem Abschluss arbeitete er in Archiven in Moskau und Warschau, wo er viel neues Material zur Geschichte der Ukraine entdeckte.
Biljaschiwskyj erforschte unter anderem archäologische Denkmäler verschiedener Epochen auf dem Territorium der Ukraine sowie die Geschichte der Saporoger Kosaken. Außerdem widmete er sich dem Studium der Numismatik und dem von Museumsangelegenheiten.
Von 1902 bis 1924 war er der Direktor des Kiewer Kunst- und Industrie- und Wissenschaftsmuseum.  Biljaschiwskyj war Mitglied der Ukrainischen Akademie der Wissenschaften.
1906 wurde er als Abgeordneter des Gouvernements Kiew Mitglied der Ersten Staatsduma des Russischen Reiches, und später war er Abgeordneter der Zentralna Rada der Ukrainischen Volksrepublik.
Biljaschiwskyj starb 58-jährig in Kiew und wurde in Kaniw, unweit des Grabes von Taras Schewtschenko, bestattet.